# Mexicaanse schaarstaartkolibrie
De Mexicaanse schaarstaartkolibrie (Doricha eliza) is een vogel uit de familie Trochilidae (kolibries).

## Verspreiding en leefgebied
Deze soort is endemisch in zuidoostelijk Mexico.

## Status
De grootte van de populatie is in 2012 geschat op 2.500-10.000 volwassen vogels. Op de Rode lijst van de IUCN heeft deze soort de status gevoelig.  